# بي. باتريك باور
بي. باتريك باور (بالإنجليزية: B. Patrick Bauer)‏ هو سياسي أمريكي، ولد في 25 مايو 1944 في فورت واين في الولايات المتحدة. حزبياً، نشط في الحزب الديمقراطي. وقد انتخب عضو مجلس نواب إنديانا.